# Kleine viooltjesmot
De kleine viooltjesmot (Pancalia leuwenhoekella) is een vlinder uit de familie prachtmotten (Cosmopterigidae). De wetenschappelijke naam is gepubliceerd in 1761 door Linnaeus.
De soort komt voor in Europa.